# Mk 26 (ミサイル発射機)

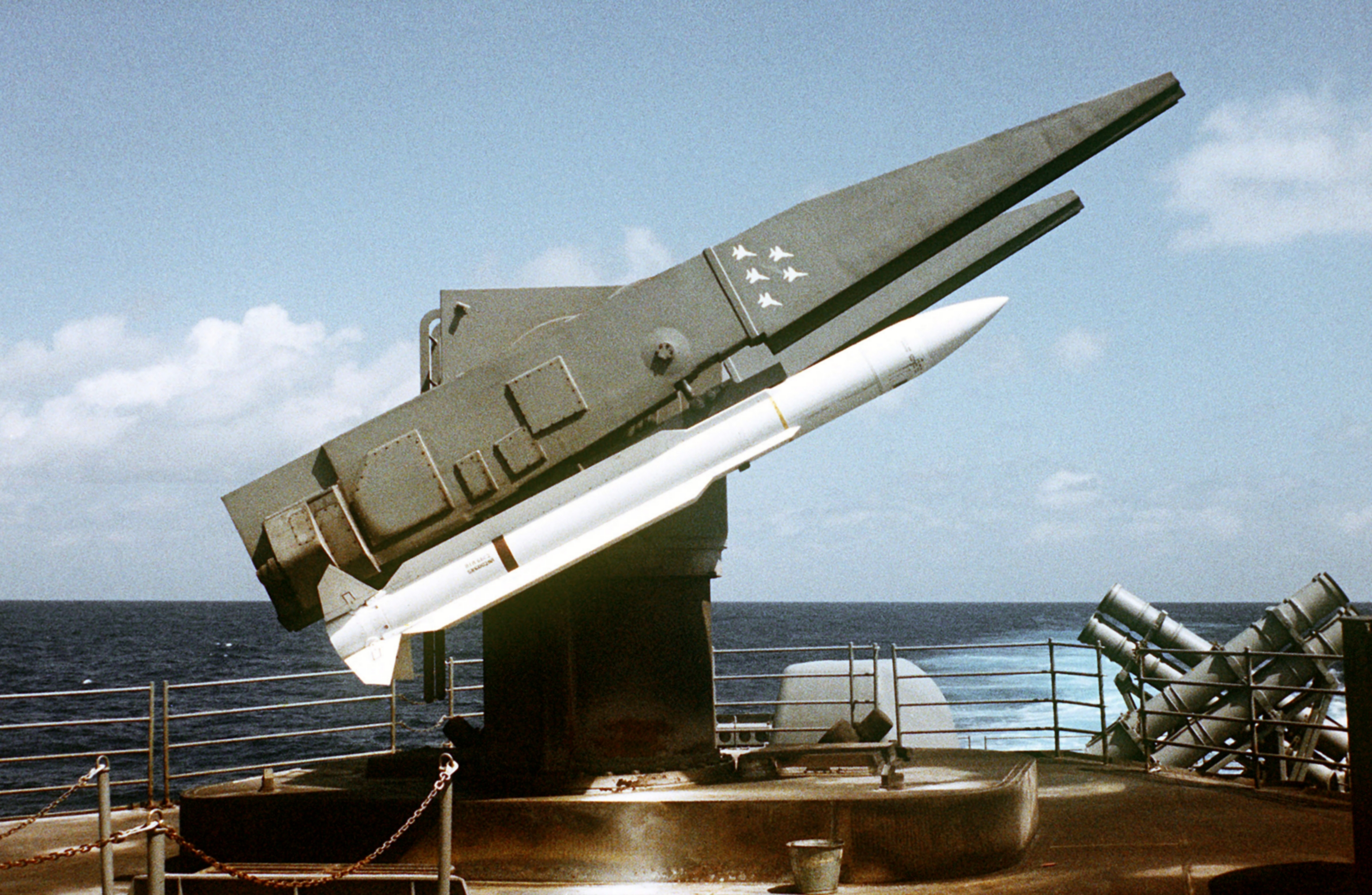
Mk 26連装発射機とSM-2MRミサイル

Mk 26 GMLS (Guided Missile Launching System)は、アメリカ合衆国が開発したミサイル発射機システム。発射機は連装で、主としてRIM-24 ターターやRIM-66 スタンダード（SM-1/2MR）といった中距離艦対空ミサイルを発射するために用いられる。

## 概要
ターター・システムの重要なサブ・システムとして、RIM-24ターターやRIM-66スタンダード（SM-1/2MR）といった中距離艦対空ミサイル、アスロック対潜ミサイルを発射することができる。24発を収容するMod 0（改修型はMod 3）、44発を収容するMod 1（改修型はMod 4、Mod 5）、64発を収容するMod 2がある。
当初、Mk 26 GMLSは、ターター・システムを改良したターター-D・システムに対応して、従来のMk 13 GMLSを大きく上回る即応性・速射能力を備えた、新世代のミサイル発射装置として開発された。しかし、開発の遅延から、ターター-Dの初搭載艦であったカリフォルニア級原子力ミサイル巡洋艦には従来通りのMk 13 GMLSが搭載されることとなった。
その後、バージニア級原子力ミサイル巡洋艦より搭載を開始し、その戦闘システムをスプルーアンス級駆逐艦の船体に搭載したキッド級ミサイル駆逐艦においても搭載された。また、より先進的なVLSとして開発されていたMk 41の開発遅延に伴い、新世代の防空システムであるイージスシステムの初搭載艦である「CG-47 タイコンデロガ」にも搭載され、その後、同級5番艦「CG-51 トーマス・S・ゲイツ」まで採用されていた。一方で、Mod 2は搭載する予定だった原子力打撃巡洋艦のキャンセルに伴い配備されることはなかった。
しかし、より先進的で、即応性、抗堪性に優れ、また運用の柔軟性も増したMk 41 VLSの就役にともない、タイコンデロガ級6番艦「CG-52 バンカー・ヒル」以後に建造された艦にMk 26が搭載されることはなかった。また、比較的大型であることから、イタリアや日本で建造されたターター-D・システム搭載艦にはMk 13が採用された。
現在、Mk 26搭載艦はアメリカ海軍においては全面的に退役しており、これを搭載したキッド級ミサイル駆逐艦の輸出を受けた中華民国（台湾）のみが運用を継続しているが、台湾海軍は、これをMk 41に換装することを検討している。

## 搭載艦
アメリカ海軍
- バージニア級原子力ミサイル巡洋艦（Mod 0および1）
- キッド級ミサイル駆逐艦（Mod 3および4）
- タイコンデロガ級ミサイル巡洋艦（1～5番艦; Mod 5）
- 原子力打撃巡洋艦（Mod 2、建造されず）

 中華民国海軍
- 基隆級（キッド級改装型）駆逐艦（Mod 3およびMod 4）